# Mars Piloted Orbital Station
La Mars Piloted Orbital Station (o MARPOST, Stazione Orbitale Pilotata di Marte) è una missione orbitale umana russa su Marte, con parecchie configurazioni proposte, incluso l'utilizzo di un reattore nucleare per il funzionamento di un motore a reazione elettrico. Nel 2005 fu prodotto un progetto preliminare in 30 volumi. Le previsioni prospettavano la presentazione del progetto definitivo entro il 2012 e la nave spaziale nel 2021. Il concetto non ha tuttavia più avuto seguito e non è stato sviluppato.

## Scenario della missione

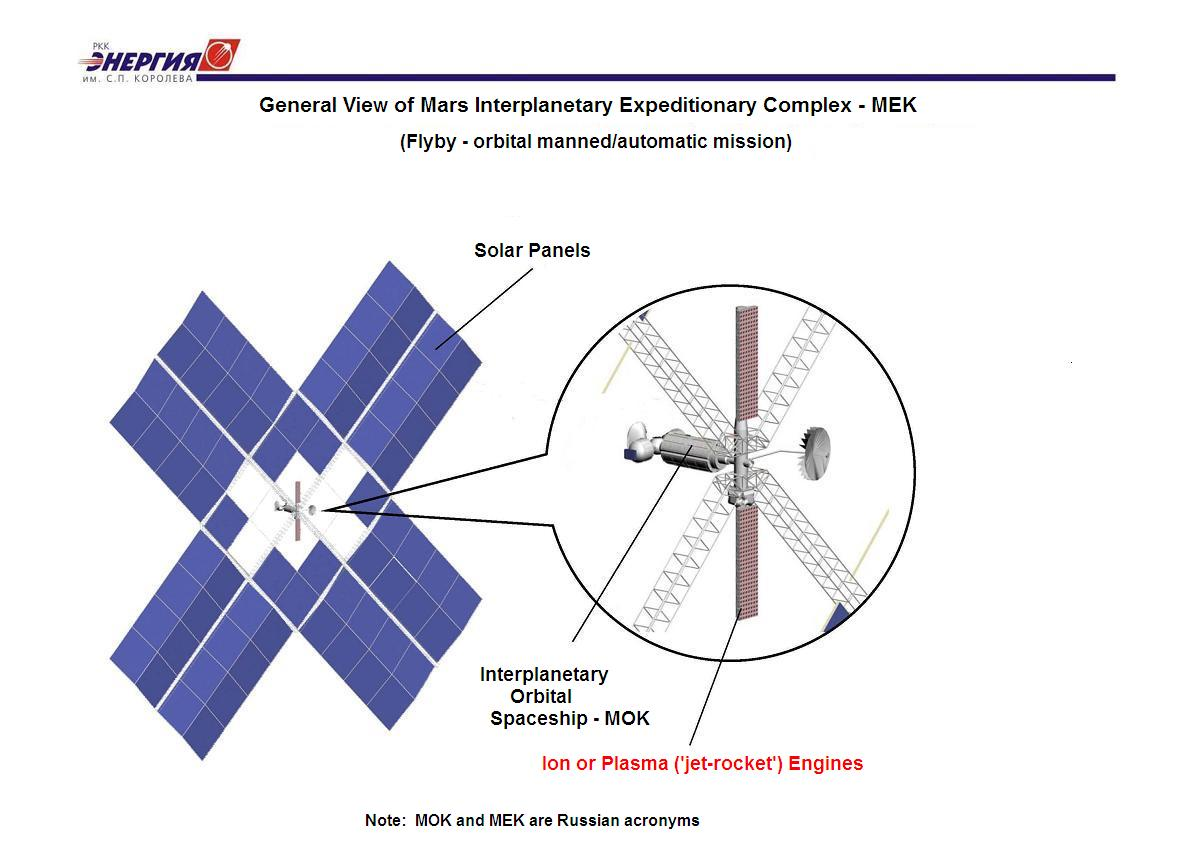
Veduta generale di MEK

La missione Marpost dovrebbe essere lanciata su Marte assieme ad una flotta di navi spaziali robotizzate progettate per studiare Marte sia dalla sua orbita sia sulla sua superficie. 
Alcuni di questi veicoli spaziali saranno trasportati a bordo della stazione. 
La stazione raggiungerebbe l'orbita di Marte, da dove il suo equipaggio effettuerebbe ricerche su Marte agendo sui robot di cui sopra (è per questo che la missione è denominata 'ibrida'). Nessun essere umano atterrerà su Marte durante questa missione. Dal momento che i robot saranno controllati da membri dell'equipaggio di Marpost dall'orbita marziana, si eliminerà uno dei problemi attualmente presenti, vale a dire l'efficace controllo di tali macchine da parte di persone sulla Terra, oggi impedito dal ritardo di segnale radio a causa della distanza tra Marte e la Terra. 
I campioni di suolo marziano saranno successivamente consegnati da questi robot a Marpost e successivamente portati sulla Terra. 
Tutta la durata della missione sarà di circa 2,5 anni, con un mese di lavoro di Marpost in orbita intorno a Marte. Il suo scopo principale sarebbe quello di dimostrare che le persone possono sopravvivere ad un lungo viaggio attraverso lo 'spazio profondo' ed eseguire efficacemente le proprie responsabilità professionali, tra cui il funzionamento del veicolo spaziale e la conduzione di attività di ricerca durante questa missione.
L'idea di questa missione 'ibrida' è stata avanzata per la prima volta dall'esperto russo di politica spaziale addestrato negli Stati Uniti Jurij Karaš (ha ottenuto il Ph.D. in Politica Spaziale e Relazioni Internazionali presso l'Università Americana di Washington nel 1997) nel suo articolo pubblicato nella Nezavisimaja Gazeta il 18 ottobre 2000 sotto il titolo Vperëd, Na Mars! Rossii sleduet vzjat kurs na sozdanije marsianskoj pilotiruemoj orbitalnoj stancij (Avanti, su Marte! La Russia ha bisogno di impostare un percorso verso lo sviluppo della stazione orbitale marziana pilotata). 
Il dottor Karaš ha affermato che la Russia, pur continuando la sua partecipazione al programma della Stazione Spaziale Internazionale (ISS), dovrebbe costruire il resto dei moduli russi per la stazione, ma invece di attaccarli alla ISS, dovrebbe assemblarli in orbita come un complesso autonomo e lanciarlo su Marte con un equipaggio a bordo. 
Karaš ha anche dato a questo complesso spaziale il suo nome non ufficiale MARPOST.
Egli ritiene inoltre che Marpost potrebbe spianare la strada ad una missione congiunta russo-americana sulla superficie marziana. 
La Russia, capitalizzando la sua vasta esperienza nella costruzione e gestione a lungo termine di stazioni spaziali orbitali, costruirebbe una nave spaziale trans-planetaria, mentre l'America, capitalizzando l'esperienza maturata durante il programma di sbarco lunare Apollo, costruirebbe un modulo di atterraggio su Marte.
La missione Marpost fu ideata dalla Raketno-Kosmičeskaja Korporacija Ėnergija, la società russa leader nello sviluppo e nella costruzione di apparecchiature per il volo spaziale umano, in particolare da uno dei suoi principali progettisti, il dottor Leonid Gorškov.

## Evoluzione del progetto
Gorškov propose di utilizzare per Marpost il complesso spaziale già sviluppato e progettato da RKK Ėnergija chiamato MEK (Mežplanetnij Ekspeditcionij Kompleks o "complesso di spedizione interplanetaria"). MEK è un nome ufficiale per la missione Marpost. Il suo costo da progetto è pari a 14-16 miliardi di USD e si richiedono 12-14 anni per la sua realizzazione.
Inizialmente, gli elementi di MEK erano stati progettati per essere lanciati nello spazio dal vettore pesante Energia, che assomiglia al vettore lunare Saturn V per quanto riguarda il carico utile. Successivamente, comunque, al fine di ridurre il costo della missione, gli elementi di MEK furono riprogettati per essere lanciati con i vettori di tipo Proton o Angara (ancora in sviluppo nel 2007). Il peso complessivo di MEK è di circa 400 ton. Sarà spinto da motori a propulsione ionica